# Carnival Pride
 (juillet 2010).
Le Carnival Pride est un bateau de croisière appartenant à la compagnie de croisière Carnival Cruise Lines.
Le Carnival Pride est le deuxième bateau de la classe Spirit, de la société Carnival Cruise Lines.
Il a été construit à Kvaerner Masa-Yards et officiellement été mis en service en 2001.
Le 27 juillet 2006 le Carnival Pride a été contrôlé par un programme canadien de sécurité et d'hygiène des navires de croisières et a obtenu la note de 95/100.

## Description
Le Carnival Pride possède 12 ponts :
- Pont 1 - Riviera
- Pont 2 - Promenade
- Pont 3 - Atlantic
- Pont 4 - Main
- Pont 5 - Upper
- Pont 6 - Empress
- Pont 7 - Veranda
- Pont 8 - Panorama
- Pont 9 - Lido
- Pont 10 - Sun
- Pont 11 - Sport
- Pont 12 - Sky

Le Carnival Pride dispose de garde d'enfants, service blanchisserie, location de smoking, internet café, jacuzzis, infirmerie et service postal.
À l'intérieur des suites, différents services sont fournis, tels que : service de chambre, mini-bar, télévision, réfrigérateur et coffre fort.
Les activités à bord sont nombreuses : comédie spectacles, casino, discothèque, piano-bar, salle de jeux, librairie, bibliothèque, sports et conditionnement physique, spa / salon de fitness, ping-pong, jeu de palet, aérobic, jogging, piscine, basket-ball, volley-ball et golf.

## Itinéraires

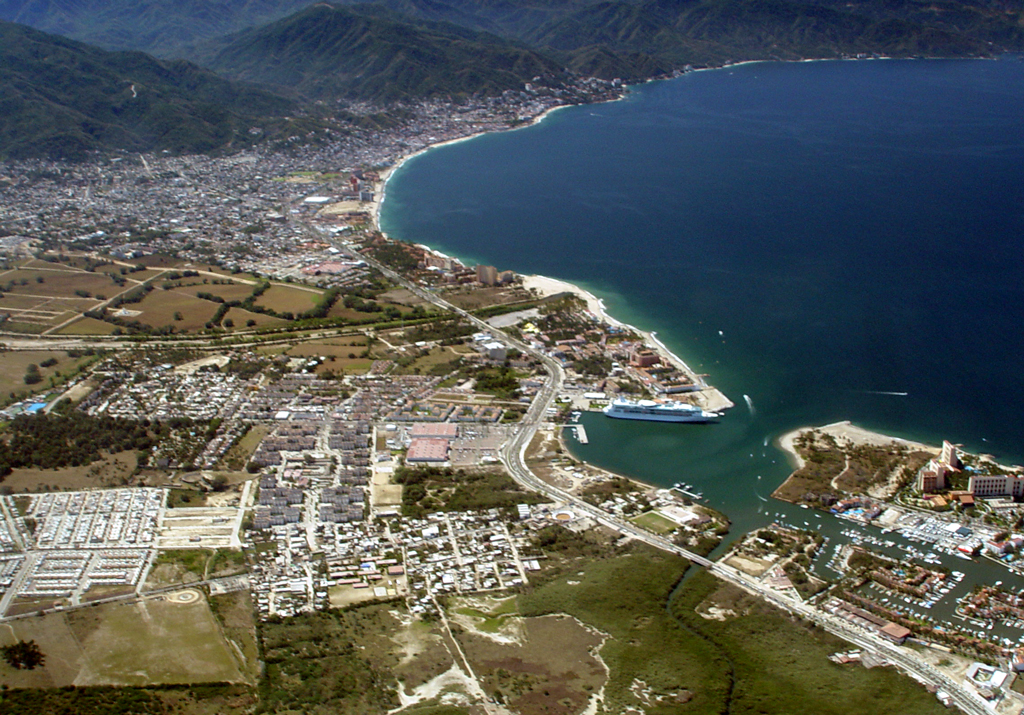
Le port de Puerto Vallarta
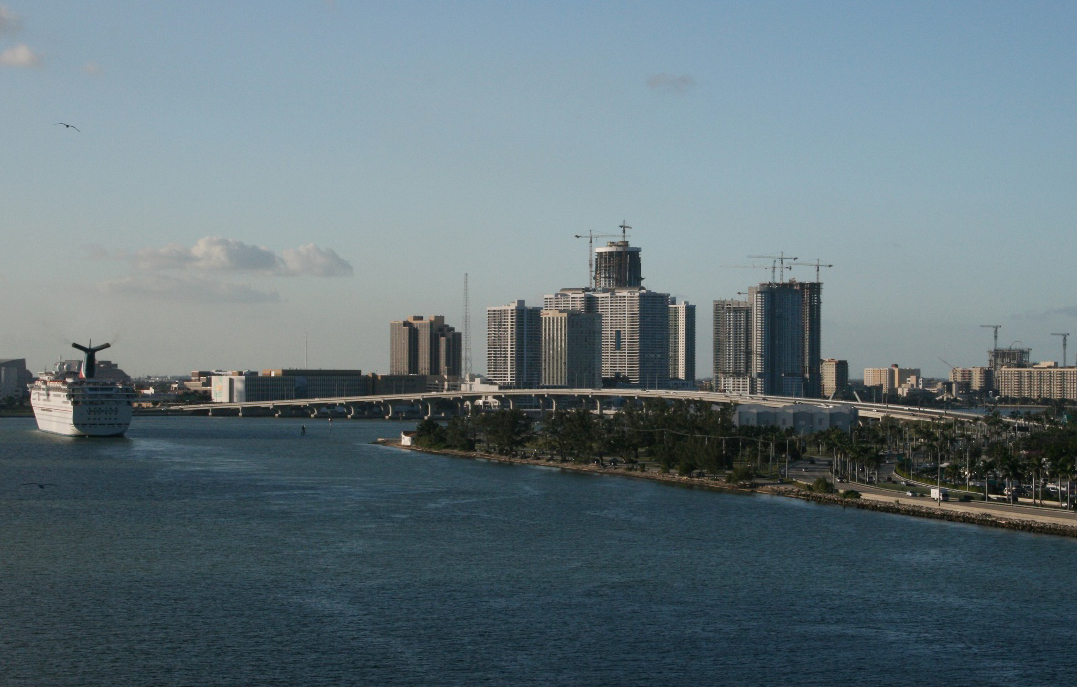
Le port de Miami
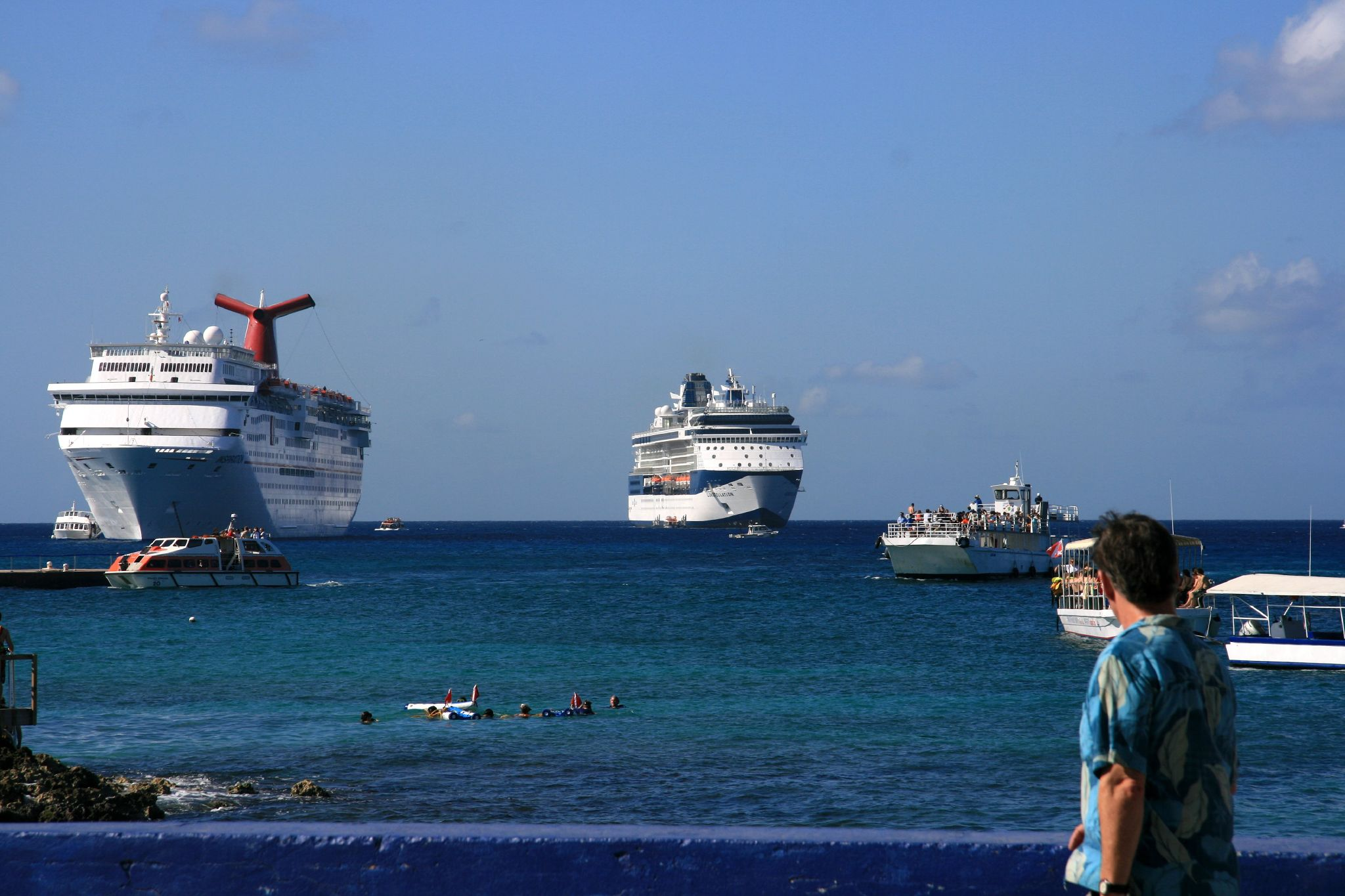
Le port de Grand Cayman
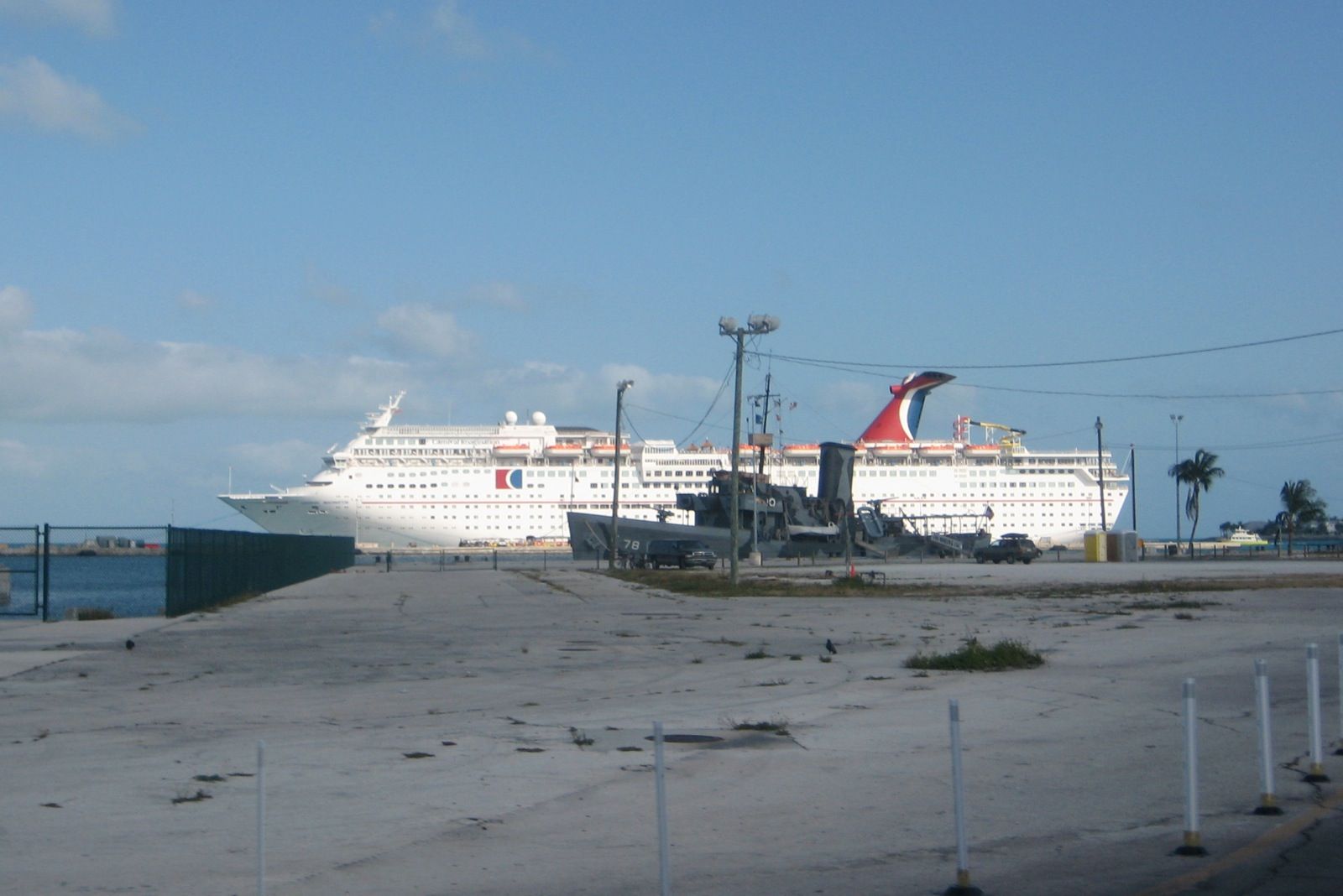
Le port de Key west

Le Carnival Pride est actuellement basé à Los Angeles pour la saison Hivernale, et à Miami l'été.
Ce navire réalise différents itinéraires :
|       | Jour 1      | Jour 2 | Jour 3 | Jour 4          | Jour 5   | Jour 6         | Jour 7 |
| ----- | ----------- | ------ | ------ | --------------- | -------- | -------------- | ------ |
| Lieux | Los Angeles | En mer | En mer | Puerto Vallarta | Mazatlán | Cabo San Lucas | En mer |

|       | Jour 1      | Jour 2 | Jour 3 | Jour 4     | Jour 5 | Jour 6 | Jour 7     | Jour 8 | Jour 9          | Jour 10   | Jour 11 | Jour 12   | Jour 13      | Jour 14 |
| ----- | ----------- | ------ | ------ | ---------- | ------ | ------ | ---------- | ------ | --------------- | --------- | ------- | --------- | ------------ | ------- |
| Lieux | Los Angeles | En mer | En mer | Manzanillo | En mer | En mer | Puntarenas | En mer | Canal de Panama | Cartagena | En mer  | Ocho Rios | Grand Cayman | En mer  |

|       | Jour 1 | Jour 2   | Jour 3 | Jour 4       | Jour 5    | Jour 6 |
| ----- | ------ | -------- | ------ | ------------ | --------- | ------ |
| Lieux | Miami  | Key West | En mer | Grand Cayman | Ocho Rios | En mer |

|       | Jour 1 | Jour 2 | Jour 3   | Jour 4       | Jour 5       | Jour 6 | Jour 7 |
| ----- | ------ | ------ | -------- | ------------ | ------------ | ------ | ------ |
| Lieux | Miami  | En mer | San Juan | Saint-Thomas | Saint-Martin | En mer | En mer |

|       | Jour 1    | Jour 2 | Jour 3 | Jour 4     | Jour 5        | Jour 6   | Jour 7 |
| ----- | --------- | ------ | ------ | ---------- | ------------- | -------- | ------ |
| Lieux | Baltimore | En mer | En mer | Grand Turk | Half Moon Cay | Freeport | En mer |

|       | Jour 1    | Jour 2 | Jour 3 | Jour 4 | Jour 5   | Jour 6 |
| ----- | --------- | ------ | ------ | ------ | -------- | ------ |
| Lieux | Baltimore | En mer | En mer | Nassau | Freeport | En mer |

|       | Jour 1    | Jour 2 | Jour 3 | Jour 4     | Jour 5        | Jour 6   | Jour 7 |
| ----- | --------- | ------ | ------ | ---------- | ------------- | -------- | ------ |
| Lieux | Baltimore | En mer | En mer | Grand Turk | Half Moon Cay | Freeport | En mer |

## Ponts

### Pont 1 - Riviera
Le pont « Riviera » du Carnival Pride dispose de 151 cabines disposé comme suit :
- 99 cabines disposent de vues sur l'extérieur et sont donc situées à l'extérieur.
- 52 cabines sont situées à l'intérieur.

Le pont « Riviera » dispose également du théâtre « Butterflies » et de galeries marchandes

### Pont 2 - Promenade
Le pont « Promenade » dispose de :
- Restaurant « Normandie »,
- Théâtre « Taj mahal »,

Celui-ci peut accueillir 1 167 personnes.
- Discothèque « Starry Night »,
- Café « The Plazza »,
- Sushi bar
- Bar « Perfect game »
- Club « The winner's »
- Bureau des excursions
- Salon « Florentine »
- Discothèque « Beautie's »
- Club « Captain's »

### Pont 3 - Atlantic
Le pont « Atlantic » du Carnival Pride dispose de :
- Théâtre « Taj Mahal »
- Jardin
- Librairie

Cette librairie peut accueillir 15 personnes.
- Salon internet

Celui-ci peut accueillir 23 personnes.
- Piano bar « Ivory »

Le piano bar du Carnival Pride peut accueillir 30 personnes.
- Bureau des formalités
- Chemin de promenade
- Magasin « carnival »
- Galerie photos
- Atrium « Renaissance »
- Théâtre « Raphael »
- Restaurant « Normandie »

### Pont 4 - Main
- Circle « C »

Le Circle « C » est destiné au 12-14 ans ; il propose une télévision plasma diffusant des films, des vidéos et de la musique. Le Circle "C" dispose également d'un plancher de danse, d'un jukebox avec les derniers hits du moment, les toutes dernières consoles vidéo, mais aussi de nombreuses activités comme du basket ball, volley ball, ping-pong, et jeux d'eau.
- Théâtre « Taj Mahal »
- Atrium
- 45 cabines extérieur
- 1 cabines intérieur
- 4 suites
- 58 chambres avec balcon

Les canots de sauvetage sont également sur ce pont.

### Pont 8 - Panorama
Le pont « Panorama » dispose de :
- Pont à l'arrière du navire
- Atrium

### Pont 9 - Lido
Le pont « Lido » dispose de :
- Gymnase
- Spa Carnival
- Salon de beauté
- Bar « Venus »
- Piscine « Apollo »
- Grille « Nermad's »
- Restaurant asiatique
- Rôtisserie
- Café « Lido »
- Pizzeria
- Saladerie
- Bar « Poseidon »
- Piscine « Poseidon »
- Jacuzzi

### Pont 10 - Sun
Le pont « Sun » du Carnival Pride dispose de :
- Gymnase
- Salle aerobic
- Club O²
- Dôme coulissant
- Club « David's Supper »

### Pont 11 - Sport
Le pont « sport » dispose de :
- Mini-golf
- Parcours de Jogging
- Balcon du club « David's Supper »
- Piscine pour enfants
- Départ du toboggan

## Galerie

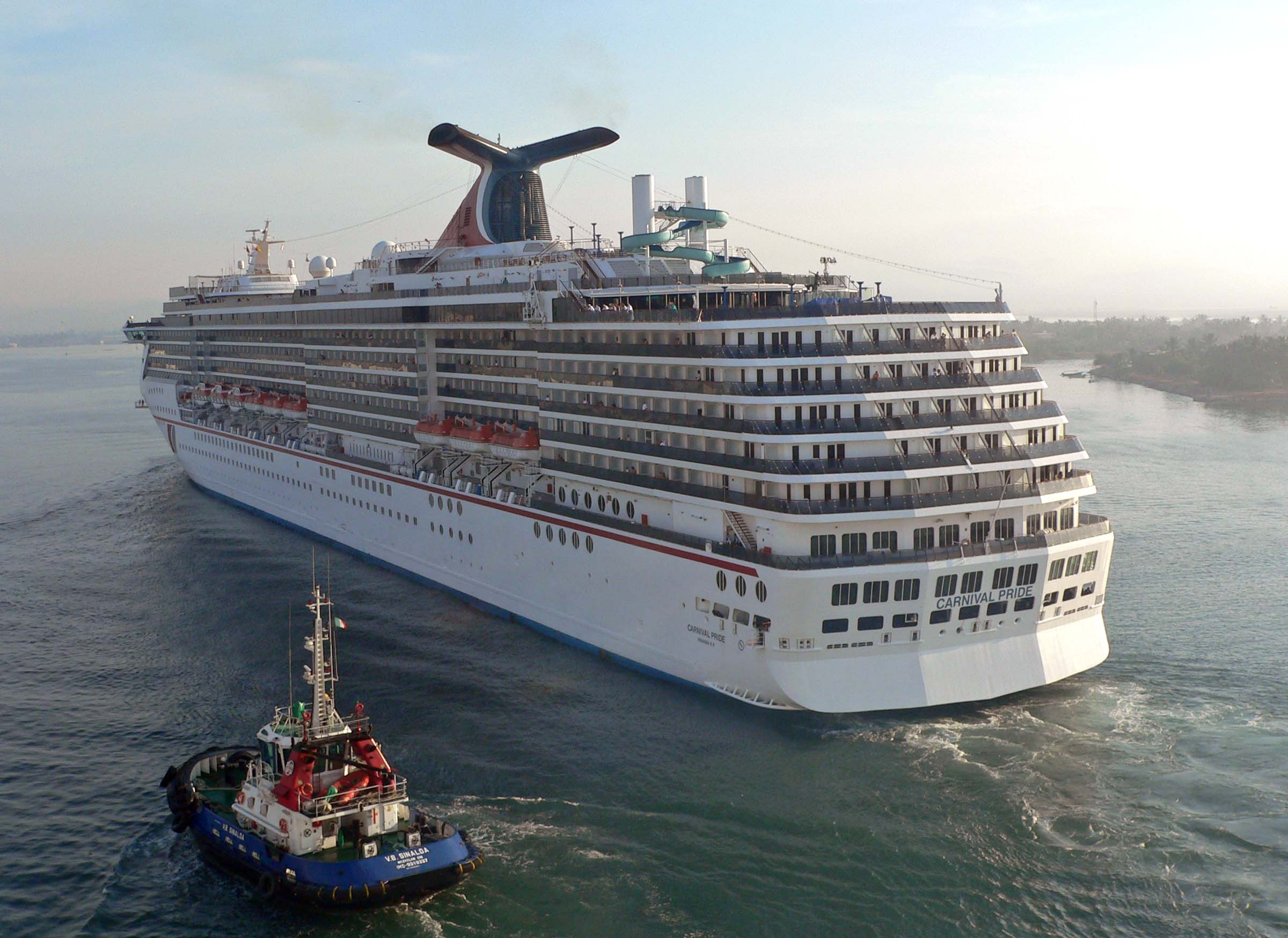
Le Carnival Pride
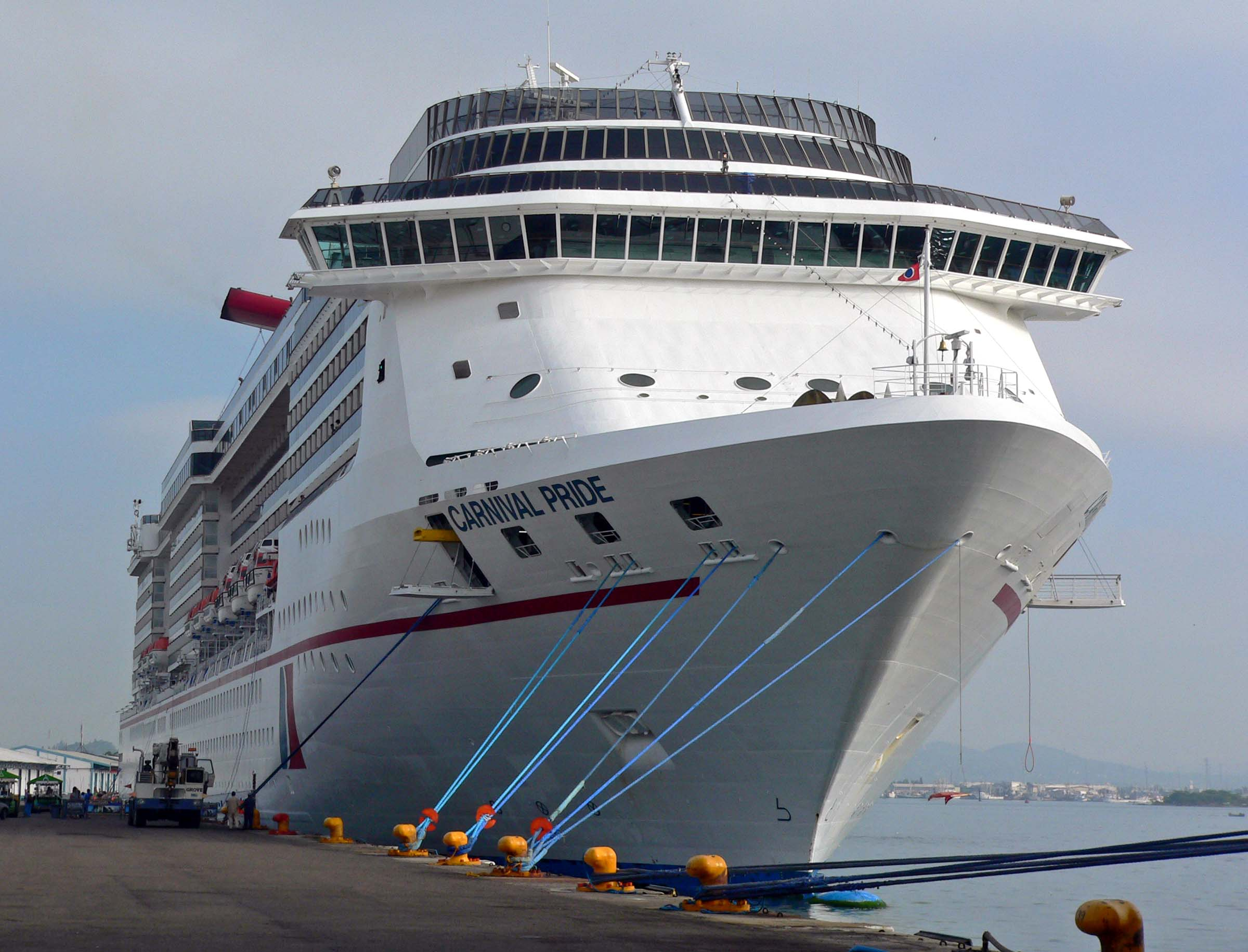
Le Carnival Pride